# Всероссийское общество охраны природы
«Всероссийское общество охраны природы» (ВООП) — общероссийская общественная и культурно-просветительская организация, целью которой является охрана природы, защита конституционных прав граждан на благоприятную окружающую среду, содействие в обеспечении экологической безопасности и созданию условий, способствующих целям устойчивого развития, популяризации бережного отношения к природе, природоохранной деятельности для реализации потенциала страны.
Деятельность всероссийского общества охраны природы позволяет уменьшить наносимый природе ущерб и восстанавливать окружающую среду. Однако, принимаемых организацией мер недостаточно, чтобы стабилизировать ситуацию (хотя бы) и сохранить природу в целости. Подтверждением тому является выросший за последнее десятилетие показатель совершаемых в России экологических преступлений.

## История
Всероссийское общество охраны природы было основано 29 ноября 1924 года. Идею организации Общества одобрили руководители Народного комиссариата просвещения РСФСР Анатолий Луначарский, Надежда Крупская, Михаил Покровский.
На первоначальном этапе существования Общества главными из его задач были: разработка научных вопросов сохранения и восстановления природных запасов, участие в практической работе государства по охране природы среди населения. По этим основным научным и просветительским направлениям и пошло развитие Общества в дальнейшем.
Вскоре после создания ВООП вместе с краеведческим движением были подвергнуты критике и нападкам по подозрению в идеологической опасности (излишнем патриотизме). Постепенно ВООП сократило свою книгоиздательскую и общественную деятельность, но фактически было разгромлено на рубеже 40-х и 50-х годов. Изначально ВООП воспринималось только как научно-просветительская организация, но с ростом экологических проблем в стране деятельность ВООП была сочтена нежелательной. Начальник лесной группы Управления делами Совета Министров РСФСР А. Р. Романецкий и представители Минсельхоза РСФСР выступали за полную ликвидацию ВООП, но за отсутствием повода был выбран более мягкий вариант: в 1953 году общество было реорганизовано путем объединения с недавно созданным Всероссийским обществом содействия строительству и охране городских насаждений, тогдашние лидеры и реальные активисты ВООП не были переизбраны или даже приглашены на съезд. Под новым названием Всероссийское общество содействия охране природе и зелёных насаждений занялось в том числе озеленением восстанавливаемых после войны городов, помощью гражданам в самообеспечении продуктами овощеводства, птицеводства, кролиководства и т. д.
В 1960 году принят закон об охране природы в РСФСР, который возложил на ВООП общественный контроль за соблюдением природоохранного законодательства и руководство всей общественной природоохранной деятельностью в РСФСР. Все создаваемые общественные организации были подчинены ВООП, которое превратилось в клубное движение, объединявшее людей по интересам: от садоводства до любителей аквариумных рыбок. По просьбе Минфина ВООП периодически перечисляет часть своих средств в бюджет на природоохранный цели. К середине 80-х годов руководство ВООП, как и другими природоохранными обществами союзных республик, состояло из государственных чиновников при практически полном отсутствии известных ученых (после распада СССР состав руководства ВООП к 1996 году вернулся к нормальному).
В 1974 году за активную и многообразную деятельность Всероссийское общество охраны природы награждено орденом Трудового Красного Знамени, в 1984 году — Серебряной медалью программы ООН по окружающей среде (ЮНЕП).
В 1955 году был создан «Юннатский кружок при ВООП», руководитель Смолин, Пётр Петрович (ППС).
Миссия ВООП — поддержание благоприятной экологической и социальной обстановки в регионе и стране. Целью Общества является сохранение окружающей среды, поддержание многообразия флоры и фауны, а также сохранение и укрепление здоровья населения. Активные члены общества и выдающиеся деятели награждаются Знаком Всероссийского общества охраны природы «За охрану природы России».
В 1997 году прошла регистрация Всероссийского общества охраны природы в Российской Федерации, Учредитель Баришпол Иван Федотович, Председатель Центрального совета организации избран депутат ГД Владимир Грачёв.
В 2010 году Председателем центрального совета организации избран сенатор Константин Цыбко, его заместителем была избрана адвокат Любовь Дуйко.
В 2012 году Председателем попечительского совета был избран предприниматель и депутат ГД Михаил Слипенчук.
16 декабря 2017 года Москве в Конгресс-центре ТГК «Измайлово» состоялся XVII съезд Общероссийской общественной организации «Всероссийское общество охраны природы». На Съезде председателем Центрального совета избран Владимир Грачёв.
12 февраля 2021 года единогласным решением участников XVIII Съезда ВООП председателем Центрального совета избран депутат Госдумы РФ, посол доброй воли ООН по Арктике и Антарктике Вячеслав Александрович Фетисов.
XIX Внеочередной съезд ВООП 10 июня 2021 года подтвердил полномочия Вячеслава Александровича, переизбрав его на новый срок Председателем Общества. На съезде был принят новый Устав, сформированы руководящие органы, в том числе Президиум и Центральный совет. На должности заместителя Председателя Общества избраны действительный Государственный советник РФ, советник министра природных ресурсов и экологии РФ Иван Валентинович Стариков, летчик-космонавт, Герой России Федор Николаевич Юрчихин и председатель Иркутского областного отделения ВООП, заслуженный эколог РФ Вера Михайловна Шлёнова. Председателем Попечительского совета был избран народный артист России Александр Яковлевич Розенбаум.

## Структура
Высшим руководящим органом ВООП является Съезд, который созывается не реже одного раза в 5 лет.
К компетенции Съезда относится:
1. Утверждение Устава ВООП, внесение в него изменений и дополнений.
2. Определение приоритетных направлений и программ деятельности ВООП на предстоящий период, путей и методов их реализации.
3. Рассмотрение и утверждение отчёта Центрального совета и Центральной контрольной комиссии ВООП.
4. Определение принципов финансовой деятельности, формирования и использования имущества ВООП.
5. Принятие решений, резолюций, заявлений, обращений по важнейшим экологическим проблемам страны, деятельности органов государственной власти в области экологии, по вопросам жизни ВООП.
6. Избрание Центрального совета ВООП, Председателя Центрального совета ВООП и Центральной контрольной комиссии ВООП, а также досрочное прекращение их полномочий.
7. Принятие решений о создании филиалов и открытии представительств ВООП.
8. Избрание Председателя Попечительского совета ВООП.
9. Принятие решений о реорганизации ВООП или его ликвидации[6].

## Задачи
- Организация движения общественности за здоровую и благоприятную экологическую обстановку в России.
- Консолидация усилий граждан и участие в формировании объективного общественного мнения по основным экологическим вопросам Российской Федерации.
- Экологическое просвещение и повышение уровня экологической культуры населения.
- Содействие достижению национальных целей России до 2030 года, целей устойчивого развития ООН, а также реализации Парижского Соглашения по климату[7].

Способы выполнения задач:
- ВООП находится в активном содействии с государственными органами.
- Возникающие природоохранные проблемы зачастую решаются сообща.

## Руководство
Председатели Центрального совета
- Баришпол Иван Федотович (1997—2002)
- Грачёв Владимир Александрович (2002—2010, 2017—2021)
- Цыбко Константин Валерьевич (2010—2017)
- Фетисов Вячеслав Александрович (2021 — н. в.)

## Юннатский кружок при ВООП

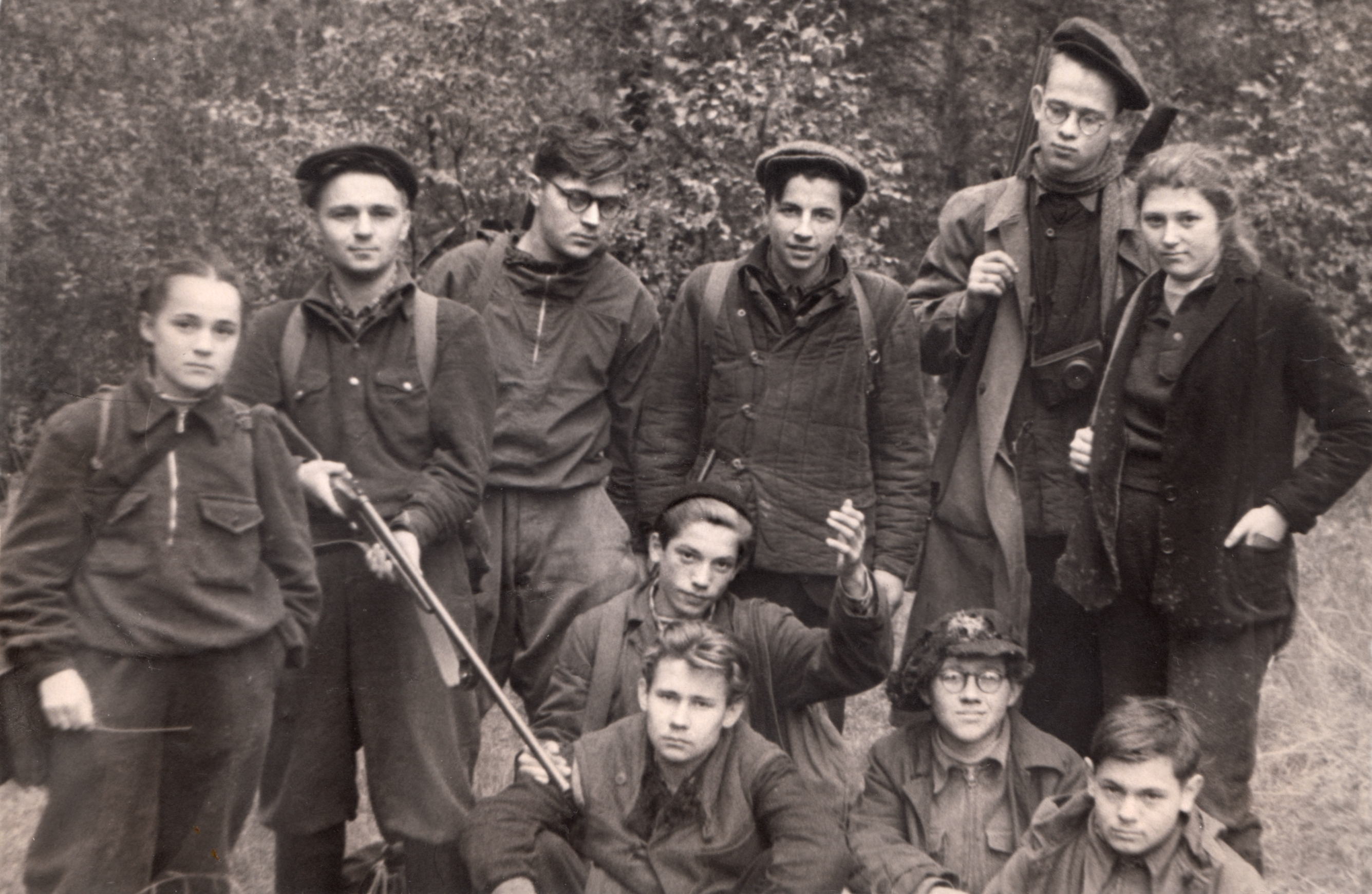
Выезд кружка ВООП

В 1955 году был создан «Юннатский кружок при ВООП», руководитель Пётр Петрович Смолин (ППС).
Известные члены
- Акимушкин, Игорь Иванович
- Второв, Пётр Петрович
- Грачёв, Владимир Александрович
- Дзержинский, Феликс Янович
- Дроздов, Николай Николаевич
- Лисовенко, Леонид Александрович
- Перешкольник, Соломон Львович
- Пузаченко, Юрий Георгиевич
- Северцов, Алексей Сергеевич
- Хохряков, Андрей Павлович
- Черняховский, Михаил Ефимович
- Яблоков, Алексей Владимирович

и многие другие.